# Peu buit
El peu buit és un tipus de peu humà en què la planta del peu és clarament buida quan suporta pes. És a dir, hi ha una flexió plantar fixa del peu. Un peu buit és el contrari d'un peu pla i és una mica menys freqüent.

## Causa
El peu buit pot ser hereditari o adquirit, i la causa subjacent pot ser neurològica, ortopèdica o neuromuscular. Així, el peu buit, de vegades està relacionat amb una malaltia de Charcot-Marie-Tooth o amb una atàxia de Friedreich; molts altres casos es presenten en persones sense neuropatia o un altre dèficit neurològic. En absència de causes neurològiques, congènites o traumàtiques de peu buit, la resta de casos es classifiquen com a "idiopàtics" perquè se'n desconeix l'etiologia.

## Tractament
El tractament conservador suggerit per als pacients amb dolor normalment implica estratègies per reduir i redistribuir la càrrega de pressió plantar amb l'ús d'ortesis de peu i calçat especialitzat encoixinat.
El tractament quirúrgic només s'inicia si hi ha dolor intens, ja que les operacions disponibles poden ser difícils.